# Sit de Jankowski
El sit de Jankowski (Emberiza jankowskii) és un ocell de la família dels emberízids (Emberizidae).
L'espècie està amenaçada per la pèrdua d'hàbitat, causada pel pasturatge excessiu i els canvis en l'agricultura. Actualment està catalogat com en perill d'extinció.
El nom de l'ocell fa honor al col·leccionista polonès Michał Jankowski, que va recollir un exemplar el 9 de març de 1886 a la seva finca de Sidemi al Krai de Primorsky. L'espècimen va ser enviat a Ladislaus Taczanowski que va descriure l'espècie el 1888.
A la Xina, el sit de Jankowski té el nivell més alt de protecció i el 2021 es va afegir a la llista d'espècies anomenades segons la Llei de protecció de la vida salvatge.

## Hàbitat i distribució
Habita zones obertes amb herba, matolls o arbusts dispersos, al nord-est de la Xina, extrem sud-est de Sibèria i extrem nord-est de Corea. A l'hivern ocupa l'est de la Xina central.
El 2020 es va descobrir que es reproduïa a Mongòlia.